# Gaepo-dong
Gaepo-dong (koreanska: 개포동) är en stadsdel i stadsdistriktet Gangnam-gu i Sydkoreas huvudstad Seoul.  

## Indelning
Administrativt är Gaepo-dong indelat i:
| Namn    | Namn             | Yta km² | Invånare 31 dec 2020 |
| ------- | ---------------- | ------- | -------------------- |
| 개포1동 | Gaepo 1(il)-dong | 1,27    | 6 670                |
| 개포2동 | Gaepo 2(i)-dong  | 2,51    | 22 297               |
| 개포4동 | Gaepo 4(sa)-dong | 1,49    | 22 765               |